# Deutscher Bürgerpreis
Der Deutsche Bürgerpreis ist ein Ehrenamtspreis, der seit 2003 herausragendes Engagement von Einzelpersonen, Gruppen sowie Vereinen auszeichnet. Er ist der größte Ehrenamtspreis Deutschlands. Der Preis dient dazu, den 31 Millionen Engagierten in Deutschland für ihren unentgeltlichen Einsatz zu danken. Jährlich wechselnde Schwerpunktthemen ermöglichen öffentliche Aufmerksamkeit und Anerkennung für alle Formen bürgerschaftlichen Engagements. Er wird seit 2018 bis auf Weiteres nicht mehr bundesweit ausgelobt, die 15. Verleihung 2017 war die vorerst letzte.

## Kategorien
Der Deutsche Bürgerpreis würdigt Engagierte in den Kategorien „U21“, „Alltagshelden“ und „Lebenswerk“. In den Vorjahren zeichnete der Deutsche Bürgerpreis unter anderem ehrenamtliches Engagement mit folgenden Schwerpunkten aus: Jugendarbeit, Sport, Integration, Bildung, Chancengleichheit und die Stärkung des Gemeinschaftssinnes. Engagierte können sich entweder direkt bewerben oder aber auch durch Projekte vorgeschlagen werden.

## Initiatoren und Zielsetzung
Der Deutsche Bürgerpreis ist ein Zusammenschluss aus Politik, Wirtschaft und Kommunen und wird von der Initiative „für mich. für uns. für alle.“ ausgelobt. Das Bündnis aus Bundestagsabgeordneten, den Sparkassen, Städten, Landkreisen und Gemeinden Deutschlands möchte Bürgerengagement in Deutschland fördern, engagierten Menschen Anerkennung aussprechen, potenzielle Engagierte motivieren, auf politischer Ebene die Verbesserung der Rahmenbedingungen für freiwilliges Engagement erreichen – und nicht zuletzt die öffentliche Diskussion zu diesem wichtigen gesellschaftlichen Thema anregen. Ziel ist es vor allem auch, verschiedene Bereiche des Ehrenamtes anzusprechen, die stärkere Anerkennung von ehrenamtlichem Engagement durch eine breitere Öffentlichkeit zu leisten und die Vielfalt der Freiwilligentätigkeit zu würdigen.
Die Initiative geht auf den Bericht der Enquete-Kommission des Deutschen Bundestages zur „Zukunft des bürgerschaftlichen Engagements“ zurück. In dessen Folge unterschrieben engagierte Bundestagsabgeordnete, der Deutsche Sparkassen- und Giroverband, der Deutsche Städtetag, der Deutsche Landkreistag und der Deutsche Städte- und Gemeindebund im März 2003 eine Absichtserklärung zur Förderung des Bürgerengagements. Damit legten sie den Grundstein für die Initiative und den Deutschen Bürgerpreis.

## Preise
Die Partner der Initiative „für mich. für uns. für alle.“ verleihen den Deutschen Bürgerpreis auf lokaler, regionaler und nationaler Ebene. Die nationalen Preisträger werden zum Jahresende im Rahmen einer feierlichen Verleihung in Berlin ausgezeichnet. Sie erhalten Sachpreise im Gesamtwert von über 41.000 Euro.

## Vorläufige Einstellung
Der Deutsche Bürgerpreis wurde 2017 (15. Verleihung) in bisheriger Form letztmals verliehen und wird bis auf weiteres nicht mehr bundesweit ausgelobt. Ursache sei, dass die Beteiligung nach Angaben des Deutschen Sparkassen- und Giroverbandes e. V. (DSGV) von über 2.000 Einsendungen auf 1.400 im Jahr 2017 zurückgegangen sei. 2015 habe die Bundesregierung den Deutschen Engagementpreis ausgelobt. Angesichts der „betriebswirtschaftlichen Herausforderungen“ der Sparkassen sei die alleinige Finanzierung durch diese nicht mehr realisierbar. Regional werde der Bürgerpreis weiterhin ausgeschrieben.

## Bisherige Preisträger

### 2003
Thema: Chancen schaffen – Bürger für Bildung
- Kategorie Projekte
  - Preisträger: Stadtschulpflegschaft Rheda-Wiedenbrück
  - Zweitplatzierter: Generationentreff des Seniorenbüros
- Kategorie Einzel-Engagement
  - Preisträger: Dr. Robert Dreger
  - Zweitplatzierte: Ingeborg Stenzel
  - Kategorie Sonderpreis
  - Preisträgerin: Monika Effinger

### 2004
Thema: Jung & Alt
- Kategorie Projekte
  - Preisträger: Projekt EULE
- Kategorie Einzel-Engagement
  - Preisträgerin: Christa Müller
- Kategorie Lebenswerk
  - Preisträger: Loure und Eitel Houtrouw

### 2005
Thema: Zusammen leben – Nachbarschaft neu entdecken
- Kategorie Projekte
  - Preisträger: 1. Osnabrücker Nachbarschaftshilfe e. V.
  - Zweitplatzierter: Bürgerinitiative Elisenhof „Rosen für Marxloh“
- Kategorie Einzel-Engagement
  - Preisträgerin: Charlotte Müller
- Kategorie Lebenswerk
  - Preisträger: Horst Wagner

### 2006
Thema: Kultur verbindet
- Kategorie Alltagshelden
  - Preisträger: Kultur am Rande e. V.
  - Zweitplatzierter: Blaumeier-Atelier
  - Zweitplatzierter: Musik- und Theaterförderverein Priester
- Kategorie Junior
  - Preisträger: Admir Bucan
  - Zweitplatzierter: ParkMusic
  - Zweitplatzierter: CAT-stairs
- Kategorie Lebenswerk
  - Preisträger: Gerhard Hoch
- Kategorie Arbeit & Engagement
  - Preisträger: Auerbach & Hahn GmbH

### 2007
Thema: Sportlich aktiv
- Kategorie Alltagshelden
  - Preisträger: Jorge und Manuela Gonzalez
  - Zweitplatzierter: Bremer Sportjugend
  - Zweitplatzierter: Integrationssportgruppe Sport für alle
- Kategorie Junior
  - Preisträger: 1. Jugendsportverein für Inline-, Skate- und Snakeboardfahren – Skateguards
  - Zweitplatzierte: Sarah Lutz
  - Zweitplatzierter: Thomas Laxa
- Kategorie Lebenswerk
  - Preisträger: Wolfgang Klünder
- Kategorie Arbeit & Engagement
  - Preisträger: RILLING A.R.T
  - Zweitplatzierter: Büttel GmbH

### 2008
Thema: Kinder fördern – in die Zukunft investieren
- Kategorie Alltagshelden
  - Preisträger: Kreisjugendring Hzgt. Lauenburg
  - Zweitplatzierter: AFEK e. V.
  - Zweitplatzierter: Tölzer Coaches
- Kategorie Junior
  - Preisträger: Sprachstube Deutsch Casablanca gGmbH
  - Zweitplatzierter: ContRa e. V.
  - Zweitplatzierter: U25 – Jugendliche helfen Jugendlichen
- Kategorie Lebenswerk
  - Preisträger: Horst Polter
- Kategorie Aktiver Mittelstand
  - Preisträger: Jäger Direkt GmbH & Co. KG
  - Zweitplatzierter: Effenberger Vollkornbäckerei
  - Zweitplatzierter: Iris Kater Verlag & Medien GmbH
- Kategorie Sonderpreis
  - Preisträger: KÜKI – Kümmerer für Kinder, Jean-Paul-Volksschule Grundschule

### 2009
Thema: Umwelt schützen – Zukunft sichern
- Kategorie Alltagshelden
  - Preisträger: Europäische Brunnengesellschaft e. V. – Sektion Karlsruhe
  - Zweitplatzierter: Naturschutz mit Kindern im Schleswig-Holsteinischen Heimatbund Mönkeberg
  - Zweitplatzierter: Wald mit allen Sinnen e. V. – Walderlebnispfad für Sehende und Blinde
- Kategorie Junior
  - Preisträger: BUNDSpechte Jüchen
  - Zweitplatzierter: Kinderregenwald-Team der Edith-Stein-Schule Ravensburg
  - Zweitplatzierter: ökoscouts e. V.
- Kategorie Lebenswerk
  - Preisträger: Gert Oetken
- Kategorie Aktiver Mittelstand
  - Preisträger: Pomona Baumschulen

### 2010
Thema: Retten, Helfen, Chancen schenken
- Kategorie Alltagshelden
  - Preisträger: Kinderhospiz Cuxhaven-Bremerhaven
  - Zweitplatzierter: Ausbildung statt Abschiebung (AsA) e. V.
  - Zweitplatzierter: Helfer-vor-Ort Gruppe Maulbronn
- Kategorie U21
  - Preisträger: Rückenwind
  - Zweitplatzierter: Disco-Fieber
  - Zweitplatzierter: Jugendfeuerwehr Gelsenkirchen Ückendorf
- Kategorie Lebenswerk
  - Preisträgerin: Zahire Sevilir
- Kategorie Engagierte Unternehmer
  - Preisträger: Ralf Hofmann
  - Zweitplatzierter: Mach’ Schnitt
  - Zweitplatzierter: Michael Grübel
- Kategorie VZ Award
  - Preisträger: wheelmap
  - Zweitplatzierter: Chileprojekt 2011
  - Zweitplatzierter: Neuköllner Talente

### 2011
Thema: Bildung! – Gleiche Chancen für alle
- Kategorie Alltagshelden
  - Preisträger: Dorfakademie Höhenland
  - Zweitplatzierter: Anne wird Bürgermentorin
  - Zweitplatzierter: MärchenKinder Regensburg
- Kategorie U21
  - Preisträger: JuKi – Jugend für Kinder
  - Zweitplatzierter: Hausaufgaben-Tutorinnen
  - Zweitplatzierter: PC & Internet Know-how 4 Youngsters
- Kategorie Lebenswerk
  - Preisträgerin: Gertrud Löns
- Kategorie Engagierte Unternehmer:
  - Preisträger: Stephan Richtzenhain Simeonsbetriebe GmbH
  - Zweitplatzierter: Peter Krämer Marine Service GmbH
  - Zweitplatzierter: Hermann Schünemann Carl Ed. Schünemann GmbH
- Kategorie VZ Award
  - Preisträger: Zuhause für Kinder
  - Zweitplatzierter: Junioren lernen von Senioren
  - Zweitplatzierter: Lies dich los

### 2012
Thema: Projekt Zukunft: Engagiert für junge Leute.
- Kategorie Alltagshelden
  - Preisträger: Seehaus e. V.
  - Zweitplatzierter: Jahr der Jugend 2011 in Magdeburg
  - Zweitplatzierter: SV 06 Lehrte
- Kategorie U21
  - Preisträger: Sportpiraten
  - Zweitplatzierter: Jugendkulturverein Kokolores
  - Zweitplatzierter: TWNCTY – Connecting Worlds
- Kategorie Lebenswerk
  - Preisträger: Hermann Roters
- Kategorie Engagierte Unternehmer
  - Preisträger: Farid Vatanparast
  - Zweitplatzierte: Thilo von Debschitz und Laurenz Nielbock
  - Zweitplatzierter: Rupert Voß
- Kategorie VZ Award
  - Preisträger: FREEFALL Festival
  - Zweitplatzierter: Leo Club Weil am Rhein
  - Zweitplatzierter: PULS Berlin

### 2013
Thema: Engagiert vor Ort: mitreden, mitmachen, mitgestalten!
- Kategorie Alltagshelden
  - Preisträger: Aktiv für die Demokratie | Delmenhorst bleibt bunt!
  - Zweitplatzierter: Gemeinsam für mehr Lebensqualität | Bürgerverein Grunern
  - Zweitplatzierter: Zukunft Marke Eigenanbau | Landliebe Landau, Bad Arolsen-Landau
- Engagierte Unternehmer
  - Preisträger: Großer Bahnhof für die Bürgerinnen und Bürger | Leuthkircher Bürgerbahnhof
  - Zweitplatzierter: Unvergessliche Tage für Kinder | 1000 Tage Urlaub für Kinder
  - Zweitplatzierter: Für die Zukunft der Region | Beck Kinderfonds Stiftung
- Kategorie U21
  - Preisträger: Schülerinitiative „Bitterfeld-Wolfen – Stadt mit Courage“
  - Zweitplatzierter: Klimaschutz vor Ort | Carsten Lange, Brake
  - Zweitplatzierter: Kino in Eigenregie | MuKIKI – Munderkinger in Eigenregie, Munderkingen

### 2014
Thema: Vielfalt fördern – Gemeinschaft leben!
- Kategorie Alltagshelden
  - Preisträger: Initiative „Offenes Haus – Offenes Herz“
  - Zweitplatzierter: Bürgerinitiative „Glinde gegen rechts“
  - Zweitplatzierter: Stadtteiltreff Gonsenheim
- Kategorie U21
  - Preisträger: Alle in ein Boot
  - Zweitplatzierter: Dietrich-Bonhoeffer-Gymnasium, Arbeitsgruppe Asyl
  - Zweitplatzierter: I Have A Dream Group (IHADG)
- Kategorie Engagierte Unternehmer
  - Preisträger: Asylothek (Asylbewerberheim-Bibliothek)
  - Zweitplatzierter: Matthias Schmitt
  - Zweitplatzierter: Netzwerk mit Courage: Gegen Fremdenfeindlichkeit und Diskriminierung
- Kategorie Lebenswerk
  - Preisträger: Elternkreis behinderter Kinder Wittlich

### 2015
Thema: Kultur leben – Horizonte erweitern
- Kategorie Alltagshelden
  - Preisträger: Switch Kids Art
  - Zweitplatzierter: Theatergruppe Szol Ha
  - Zweitplatzierter: Kultur ohne Grenzen e. V.
- Kategorie U21
  - Preisträger: Lübecker Jugendbuchtage
  - Zweitplatzierter: KulturTeam Hamburg
  - Zweitplatzierter: LebensWelten-Figuren Theater Phoenix
- Kategorie Engagierte Unternehmer
  - Preisträger: Erik Berthold
  - Zweitplatzierter: B.R.A.I.N AG | engagiert für Kunst und Künstler vor Ort

### 2016
Thema: Deutschland 2016 – Integration gemeinsam erleben
- Kategorie Alltagshelden
  - Preisträger: 83 Konstanz integriert e. V.
  - Zweitplatzierter: Streetbolzer e. V.
  - Zweitplatzierter: Runder Tisch für Willkommenskultur in und um Berkenthin
- Kategorie U21
  - Preisträger: Lebenswege Jena
  - Zweitplatzierter: Speyer ohne Rassismus – Speyer mit Courage
  - Zweitplatzierter: Beratung für trauernde und sterbende Jugendliche
- Kategorie Lebenswerk
  - Preisträger: Delio Miorandi

### 2017
Thema: Vorausschauend engagiert: real, digital, kommunal
Die Preise wurden am 15. November 2017 in Anwesenheit von Bundespräsident Frank-Walter Steinmeier in Berlin verliehen.
- Kategorie Lebenswerk
  - Maren Heinzerling
- Kategorie U21
  - 1. Preis: Courage Schülerstiftung des Geschwister-Scholl-Gymnasiums in Münster
  - 2. Preise: JUFO – Debatten-Events und [U25] Dortmund Onlinie-Suizidprävention
- Kategorie Alltagshelden
  - 1. Preis: Zeitschrift der Straße – Bremen
  - 2. Preise: „IG Ledde – Bürger helfen Bürgern“, „Fußball-Deutsch/Deutsch-Fußball“ und Der Deutsche Bürgerpreis der Initiative „für mich. für uns. für alle.“